# Yvon Mougel
Yvon Mougel (ur. 25 maja 1955 w Cornimont) – francuski biathlonista, brązowy medalista mistrzostw świata.

## Kariera
W zawodach Pucharu Świata zadebiutował 13 stycznia 1978 roku w Ruhpolding, zajmując czwarte miejsce w biegu indywidualnym. Tym samym już w debiucie zdobył pierwsze punkty. Na podium zawodów tego cyklu pierwszy raz stanął 19 stycznia 1980 roku w tej samej miejscowości, zajmując trzecie miejsce w sprincie. W zawodach tych wyprzedzili go tylko Frank Ullrich i Klaus Siebert z NRD. W kolejnych startach jeszcze dwa razy stanął na podium: 14 lutego 1981 roku w Lahti był trzeci w sprincie, a 6 stycznia 1984 roku w Falun był drugi w biegu indywidualnym. Najlepsze wyniki osiągnął w sezonie 1983/1984, kiedy zajął dziewiąte miejsce w klasyfikacji generalnej.
Największy sukces w karierze osiągnął na mistrzostwach świata w Lahti w 1981 roku. Wywalczył tam brązowy medal w sprincie, plasując się za Frankiem Ullrichem i Finem Erkkim Antilą. Był to pierwszy w historii medal dla Francji w tej konkurencji. Mougel nigdy więcej nie zajął miejsca w czołowej dziesiątce zawodów indywidualnych tego cyklu. Zajął między innymi jedenaste miejsce w tej samej konkurencji podczas mistrzostw świata w Hochfilzen w 1978 roku i mistrzostw świata w Ruhpolding rok później.
W 1976 roku wystartował na igrzyskach olimpijskich w Innsbrucku, gdzie w swoim jedynym starcie zajął siódme miejsce w sztafecie. Na rozgrywanych cztery lata później igrzyskach w Lake Placid, zajął 6. miejsce w biegu indywidualnym, 33. miejsce w sprincie oraz 5. miejsce w sztafecie. Brał również udział w igrzyskach olimpijskich w Sarajewie w 1984 roku, gdzie był dziewiąty w sztafecie, szósty w sprincie i czwarty w biegu indywidualnym. Walkę o podium w ostatniej konkurencji przegrał z Eirikiem Kvalfossem z Norwegii.
Jego brat, Francis Mougel, także był biathlonistą.

## Osiągnięcia

### Igrzyska olimpijskie
| Rok  | Miejscowość | Konkurencje | Konkurencje | Konkurencje | Konkurencje | Konkurencje | Konkurencje | Konkurencje |
| Rok  | Miejscowość | IN          | SP          | PU          | MS          | RL          | MR          | SR          |
| ---- | ----------- | ----------- | ----------- | ----------- | ----------- | ----------- | ----------- | ----------- |
| 1976 | Innsbruck   | –           | nd.         | nd.         | nd.         | 7.          | nd.         | –           |
| 1980 | Lake Placid | 6.          | 33.         | nd.         | nd.         | 5.          | nd.         | –           |
| 1984 | Sarajewo    | 4.          | 6.          | nd.         | nd.         | 9.          | nd.         | –           |

### Mistrzostwa świata
| Rok  | Miejscowość | Konkurencje | Konkurencje | Konkurencje | Konkurencje | Konkurencje | Konkurencje | Konkurencje |
| Rok  | Miejscowość | IN          | SP          | PU          | MS          | RL          | MR          | SR          |
| ---- | ----------- | ----------- | ----------- | ----------- | ----------- | ----------- | ----------- | ----------- |
| 1978 | Hochfilzen  | 41.         | 19.         | nd.         | nd.         | 10.         | nd.         | –           |
| 1979 | Ruhpolding  | 53.         | 11.         | nd.         | nd.         | 11.         | nd.         | –           |
| 1981 | Lahti       | 31.         | 3.          | nd.         | nd.         | 8.          | nd.         | –           |
| 1983 | Anterselva  | 21.         | 11.         | nd.         | nd.         | 8.          | nd.         | –           |

### Puchar Świata

#### Miejsca w klasyfikacji generalnej
| Sezon     | Miejsce |
| --------- | ------- |
| 1977/1978 | 21.     |
| 1978/1979 | ?       |
| 1979/1980 | ?       |
| 1980/1981 | ?       |
| 1982/1983 | 13.     |
| 1983/1984 | 9.      |

#### Miejsca na podium chronologicznie
| Lp. | Dzień       | Rok  | Miejscowość | Konkurencja                | Lokata | Pudła   | Czas biegu | Strata  | Zwycięzca     |
| --- | ----------- | ---- | ----------- | -------------------------- | ------ | ------- | ---------- | ------- | ------------- |
| 1.  | 19 stycznia | 1980 | Ruhpolding  | Sprint na 10 km            | 3.     | 1       | 34:52,0    | +14,0   | Frank Ullrich |
| 2.  | 14 lutego   | 1981 | Lahti       | Sprint na 10 km            | 3.     | 0+0     | 33:08,5    | +5,0    | Frank Ullrich |
| 3.  | 6 stycznia  | 1984 | Falun       | Bieg indywidualny na 20 km | 2.     | 0+1+1+1 | 1:01:52,8  | +2:23,2 | Odd Lirhus    |